# Autodestrukcja (album)
Autodestrukcja - album studyjny polskiego rapera Onara. Wydawnictwo ukazało się 24 października 2014 roku nakładem wytwórni muzycznej Superelaks w kooperacji z oficyną Step Records. Produkcji nagrań podjęli się Du:it, Polo, Sampler Orchestra, Czarny HIFI, Fleczer, Donde, Bob Air oraz JH. Miksowanie i mastering wykonali, odpowiednio Staszek Koźlik oraz Mariusz "Activator" Dziurawiec i Jarosław "Smok" Smak. Z kolei oprawę graficzną płyty wykonał Grzegorz "Forin" Piwnicki.
Płyta uplasowała się na 17. miejscu zestawienia OLiS.

## Lista utworów
Opracowano na podstawie materiału źródłowego.
1. "Daj mi rękę" (efekty: Staszek Koźlik, produkcja: Du:it, Polo) - 4:15
2. "Dorosłe dziecko" (produkcja: Polo, Sampler Orchestra) - 3:20
3. "Starerzeczy/Nowerzeczy" (produkcja: Czarny HIFI) - 3:33
4. "Ptaki na niebie" (chórki: Luka, produkcja: Fleczer) - 4:07
5. "1000e Serc" (produkcja: Donde) - 3:44
6. "Sinusoida" (produkcja: Polo, Sampler Orchestra) - 4:04
7. "Wszechświat" (chórki: Luka, efekty: Staszek Koźlik, produkcja: Bob Air) - 4:05
8. "Nobody Knows" (produkcja: Polo, scratche: DJ Grubaz) - 3:43
9. "Smutny rap" (produkcja: JH) - 3:47
10. "Wolne atomy" (produkcja: Donde) - 3:24
11. "Do lustra" (efekty: Staszek Koźlik, produkcja: Fleczer) - 4:08
12. "Jutro" (efekty: Staszek Koźlik, produkcja: Fleczer) - 4:33